# Wielikopolje (Komi)
Wielikopolje (ros. Великополье) – wieś (dieriewnia) w Rosji, w Republice Komi, w rejonie ust-kułomskim. W 2010 liczyła 181 mieszkańców.